# Station Śmigiel
Station Śmigiel is een spoorwegstation in de Poolse plaats Śmigiel.